# Анка (информационна агенция)
Информационна агенция „Анка“ (на турски: Anka Haber Ajansı, ANKA) е турска информационна агенция, основана през 1972 г. със седалище в Анкара, Турция. „Anka“ в превод от турски език означава „феникс“.

## История
Информационната агенция е създадена от Алтан Оймен през 1972 г., който през 1977 г. напуска агенцията, за да се занимава политическа дейност. Управлението поема Мюшериф Хекимоглу, който преобразува ANKA в акционерно дружество. Хекимоглу ръководи ANKA до 2004 г.
През 2007 г. офисите на ANKA са разбити, като твърдите дискове на компютрите й са откраднати. Това се случва, след като от агенцията съобщават за връзките на Ерхан Тунджел (сътрудник на убиеца на Хрант Динк) с националистически кръгове и факта, че Тунджел е работил като информатор за полицията и сътрудник на Жандармерийската разузнавателна организация (JITEM).